# Столичка (остров)
Остров Сто́личка — небольшой, сравнительно с остальными островами архипелага Земля Франца-Иосифа, вытянутый с юго-запада на северо-восток остров. Имеет пологий с одного берега спуск к морю, противоположный же берег — почти отвесные скалы… Является местом лёжки моржей, что привлекает на этот островок белых медведей. Воды вокруг острова относительно не глубоки и прозрачны.
Остров назван именем австрийского биолога и путешественника Фердинанда Столички.
Высшая точка острова — 81 метр.
- Ближайшие мелкие острова: остров Аполлонова, рифы Миловзорова, остров Куна.
- Ближайшие крупные острова: остров Пайера, остров Беккера.

## Топографические карты
Лист карты U-40-XXVIII,XXIX,XXX о. Циглера. Масштаб: 1 : 200 000. Издание 1965 г.